# Indice de rendu des couleurs

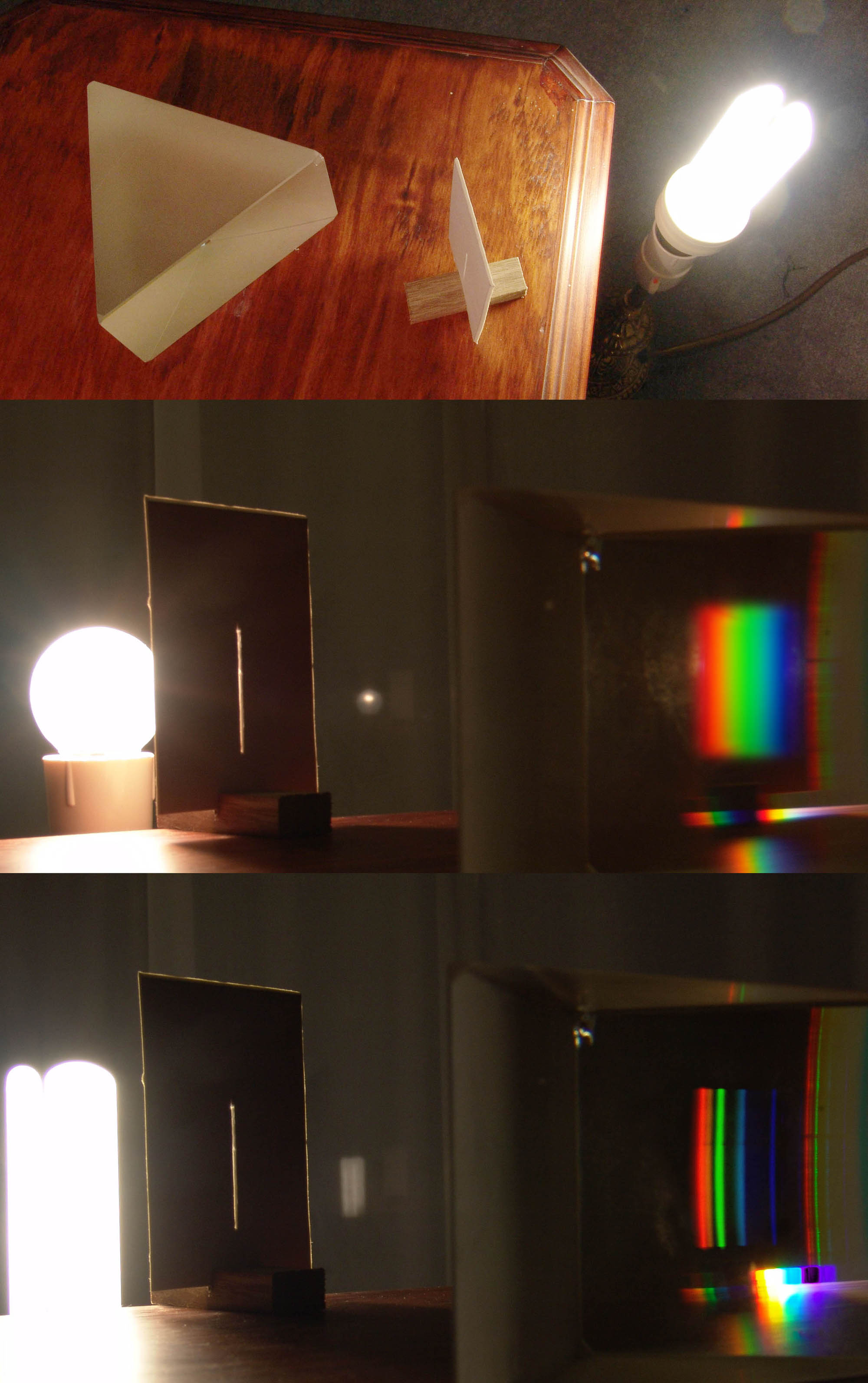
Le spectre émis détermine la couleur des objets et donc l'indice de rendu de couleur de la lampe.

Pour les articles homonymes, voir IRC.
L'indice de rendu des couleurs, ou IRC, rend compte de la capacité d’une source de lumière artificielle à restituer les nuances de couleur d’une surface. Compris entre 0 et 100, il est établi par rapport aux couleurs rendues avec une source de référence de même température de couleur. Ces deux facteurs, température de couleur et indice de rendu des couleurs, permettent de qualifier sommairement une source de lumière.
L'indice de rendu des couleurs ne dépend pas de l'évaluation de la lumière par un groupe d'observateurs, mais de la colorimétrie d'échantillons normalisés éclairés par la source. L'indice maximum Ra = 100 correspond ainsi, selon la température de couleur, soit à la lumière du jour, soit à une lumière blanche « idéale », celle du corps noir, dont s'approche une lampe à incandescence. Il est établi pour des sources « approximativement blanches » et n'a aucune signification en dessous de 20 et pour des températures de couleur inférieures à 2 300 K. Une différence de 5 représente à peu près la moindre différence perçue entre deux éclairants.
L'indice de rendu des couleurs n'est pas complètement représentatif de la qualité d'un éclairage. Élaboré pour les tubes fluorescents, il représente mal la qualité des lampes à LED. Des utilisateurs peuvent juger différents, l'un étant de meilleure qualité que l'autre, deux luminaires de même IRC et température de couleur. Si la couleur est plus importante que le prix et la consommation électrique, il faut choisir des lampes dont l'IRC est supérieur à 90.

## Principe

### Éclairage et vision des couleurs

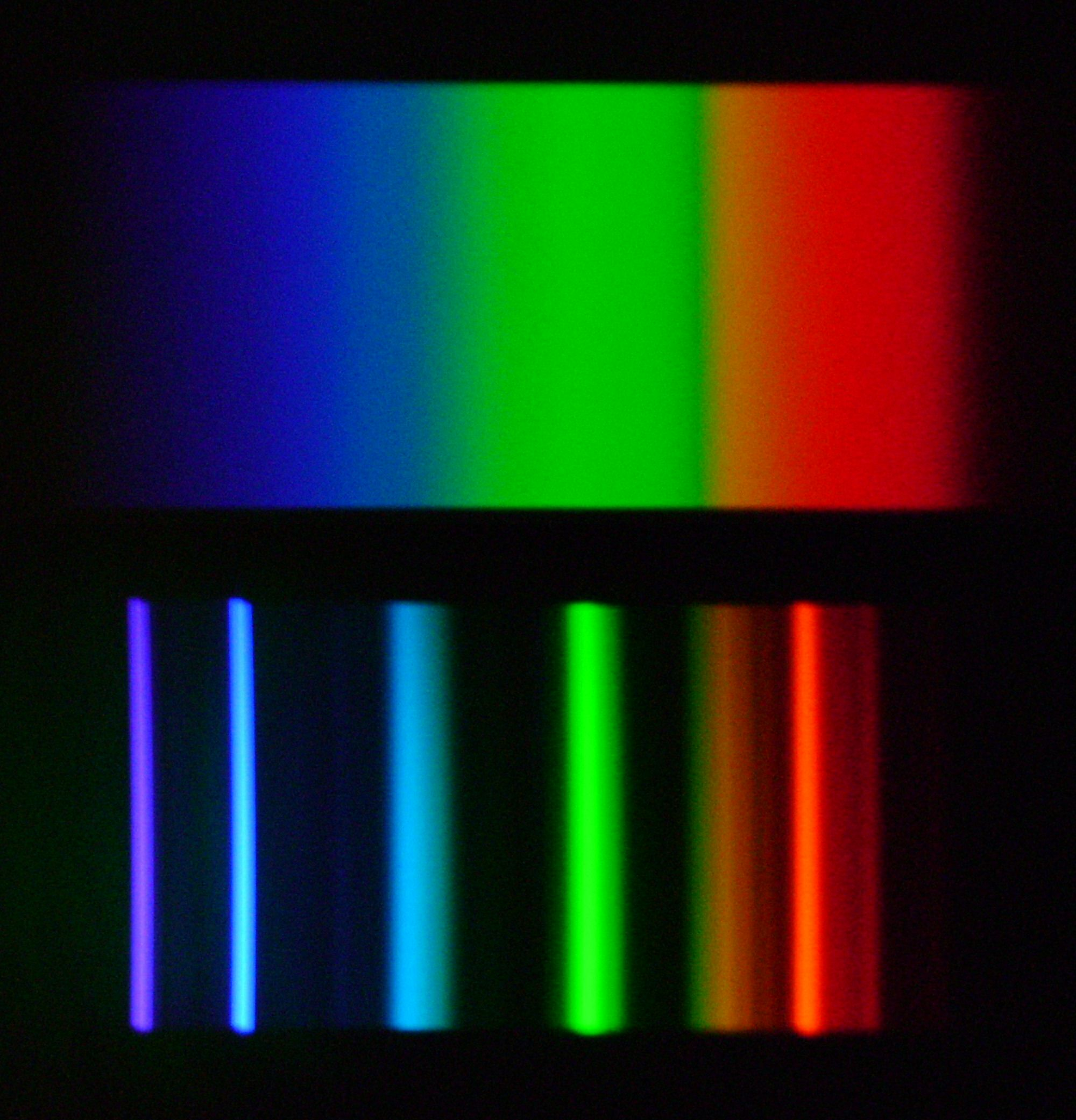
Le spectre d'émission : spectre continu de lampe à incandescence de 60 watts en continu (en haut) et spectre discontinu de lampe fluorescente compacte de 11 watts (en bas).

L'aspect coloré d'une surface éclairée dépend de ses caractéristiques physiques, de celles de la lumière qui l'éclaire et de la lumière principale du point de vue de l'observateur. L'éclairagiste et le décorateur jouent de tous ces effets : la lumière d'une lampe à incandescence est dorée dans la lumière du jour qui vient d'une fenêtre ; sur une scène, une surface grise se teinte avec un projecteur de couleur.
Pour simplifier le problème, on convient que les sources sont les lumières principales. Une surface colorée par un pigment peut se décrire par son spectre d'absorption, qui indique, pour chaque longueur d'onde, la proportion de lumière qu'elle renvoie. Une surface qui absorbe plus de bleu et de vert que de rouge apparaît rougeâtre, en comparaison d'une surface qui renvoie également toutes les longueurs d'onde. Cette sensation rougeâtre persiste même si la lumière qui l'éclaire est renforcée en bleu et en vert, du moment que la surface rougeâtre n'occupe qu'une petite partie du champ de vision. De ce fait, la couleur semble s'attacher aux objets, alors que la lumière qui arrive à l'œil est différente.
La capacité à distinguer deux couleurs dépend de la quantité de lumière qui l'éclaire dans les régions du spectre visible qui la caractérisent. Ainsi, un bleu pâle constitué avec un mélange d'outremer et de blanc apparaît-il gris à la lumière d'une bougie. La lumière de la bougie contient une quantité négligeable de lumière dans la partie du spectre de 466 à 490 nm correspondant à au bleu : avec une température de couleur d'environ 1 000 K, environ cent fois mois que dans le rouge, vers 600 nm. L'outremer ne renvoie que du bleu. Il se comporte donc comme du noir dans la lumière de la bougie. Cet effet constitue la principale différence entre deux sources de lumière. Plus la température de couleur s'approche de celle de la lumière du jour, plus on peut distinguer de nuances dans le bleu.
Le problème se complique avec les sources de lumière exploitant la fluorescence. Éclairant une surface blanche, qui renvoie également la lumière de toutes les longueurs d'onde visible, elles équilibrent les zones bleue, verte et rouge du spectre, de sorte que cette surface paraisse blanche en comparaison avec celle éclairée par le jour. Mais le détail de leur spectre est différent, de sorte que deux couleurs qui seraient semblables sous la même lumière apparaissent désormais différente. Cela constitue un problème de métamérisme.
On peut peindre une surface en bleu ciel de deux façons différentes, de telle façon qu'à la lumière d'une lampe à incandescence professionnelle dont la température de couleur est 3 200 K, leur couleur est identique.
- On peint le premier échantillon en mélangeant du blanc, du bleu outremer et un peu de jaune azoïque.
- On peint le second échantillon en mélangeant du blanc, du bleu phtalo et un peu de terre d'ombre.

On présente les échantillons sur un fond blanc, à la lumière d'un tube fluorescent : les couleurs sont distinctes, alors même que le blanc ne se distingue pas d'un blanc éclairé par une lampe à incandescence à 3 200 K. Si on ajuste les mélanges pour obtenir des échantillons identiques dans la lumière du tube fluorescent, ils sont différents sous celle de la lampe à incandescence.

### Évaluation de l'éclairage
La comparaison des performances de deux éclairages pour permettre le travail avec les couleurs implique la comparaison du rendu de plusieurs surfaces colorées. Le choix des caractéristiques d'absorption est déterminant. Deux spectres différents pouvant produire la même couleur, il faut définir leur spectre, et non simplement leur colorimétrie. Certains pigments donnent des spectres avec des zones d'absorption plus marquées, mais plus étroites que d'autre donnant la même couleur. Le choix des spectres des échantillons devait faire l'objet de nombreuses expériences, afin que l'indice ne contredise pas trop l'expérience des utilisateurs.
Situer sur une échelle la qualité de la reproduction d'une couleur sous un éclairage exige deux conditions : un éclairage qui serve de référence, et une méthode d'évaluation numérique de l'écart des couleurs. La lumière naturelle, avec ses variations selon la couverture nuageuse, le moment de la journée, l'éclairage solaire direct ou non, et les méthodes d'éclairage à incandescence, qui sont les plus anciennes, servent de référence. Des normes définissent leurs spectres conventionnels. L'écart de couleur se calcule en assimilant les trois valeurs qui définissent une couleur à un espace euclidien à trois dimensions : l'écart de couleur est la distance qui sépare les points représentatifs de ces couleurs dans l'espace des couleurs. La recherche en colorimétrie s'est efforcée de produire des espaces où la distance entre deux points correspond bien à la perception. Dans un tel espace, l'écart entre deux rayonnements lumineux à la limite de la différence de perception de couleur est le même partout.
La température de couleur est l'aspect principal des différences entre éclairants. On ne peut espérer que toutes les couleurs se distinguent également quelle que soit la température de couleur de l'éclairage. L'indice de rendu sert à comparer des sources de même température de couleur.
La comparaison entre deux sources lumineuses se fait à partir de leurs spectres. Pour chaque bande de fréquence, on multiplie le coefficient d'émission de la lumière par le complément à un du coefficient d'absorption de la plage colorée, et on multiplie le résultat au coefficient de la fonction colorimétrique. La colorimétrie résultante est la somme de tous les résultats obtenus pour chaque fonction colorimétrique. On répète cette opération avec la lumière de référence.
On obtient ainsi une série d'écarts, correspondant à chaque échantillon. Reste à décider si on évalue la qualité par l'écart maximal, ou par un écart moyen. L'indice de rendu des couleurs est la moyenne arithmétique des écarts.

## Historique
Les recherches sur les méthodes de comparaison des éclairants remontent aux années 1930.
La Commission internationale de l'éclairage a défini une première procédure de comparaison du rendu des couleurs, à l'aide d'échantillons normalisés, en 1965. Une mise à jour de 1974 a pris en compte l'adaptation visuelle chromatique ; l'édition définitive de la méthode date de 1995. Il s'agissait de fournir aux professionnels une méthode de comparaison objective entre les éclairages basés sur la fluorescence et ceux basés sur l'incandescence, dont la lumière du jour, du point de vue de leur effet sur les couleurs des objets éclairés.

## Définition
La Commission internationale de l'éclairage (CIE) définit l'indice synthétique de rendu des couleurs Ra à partir de l'écart colorimétrique entre des couleurs que diffusent les plages d'échantillons définis par un spectre de réflexion, éclairés par la source à tester, et celles qu'ils présentent quand ils sont éclairés par une source de référence ayant la même température de couleur et rayonnant comme un corps noir, lumière du jour ou lampe à incandescence.

### Évaluation de l'indice de rendu des couleurs

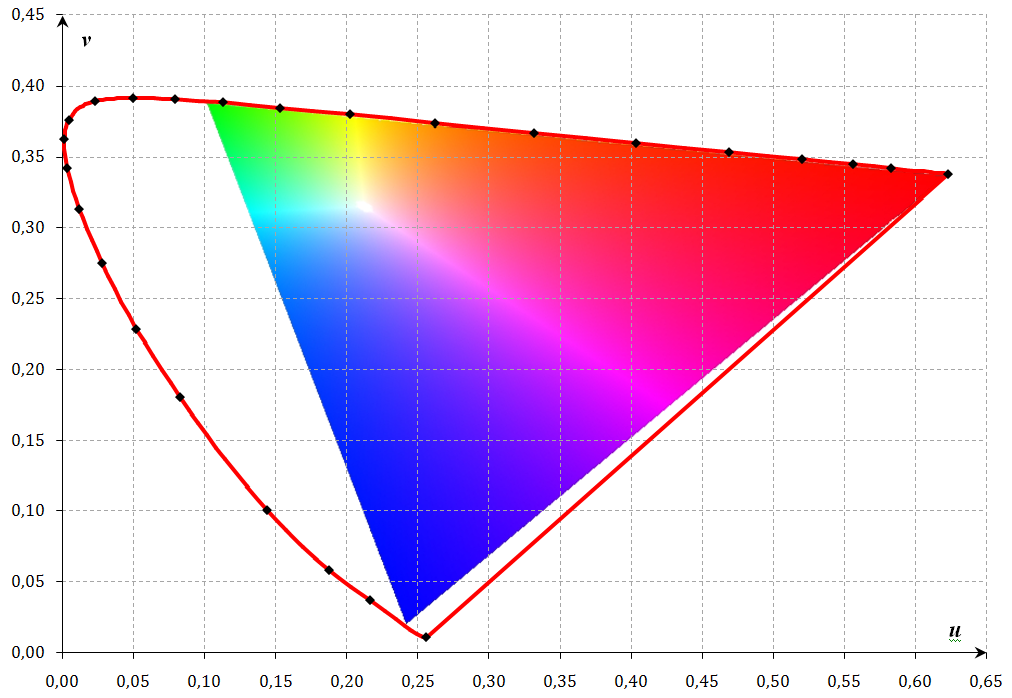
Diagramme de chromaticité de l'espace CIE UVW.

La CIE a défini quatorze échantillons, dont huit servent couramment pour l'évaluation de l'indice pour les tubes fluorescents.
La température de couleur proximale de la source lumineuse à coter détermine la source de référence.
On calcule les coordonnées trichromatiques pour chaque échantillon avec la lumière à coter et avec la lumière de référence dans l'espace colorimétrique CIE UVW. On corrige ces résultats par la transformation de von Kries, qui représente l'adaptation visuelle chromatique pour la température de couleur commune à la source de référence et l'éclairant à coter. On calcule l'écart de couleur, qui est la racine carrée de la somme des carrés des différences pour chaque composantes. L'IRC de la source à quantifier est la moyenne des écarts. Comme on utilise souvent huit échantillons, les fabricants utilisent souvent le préfixe « octo- » pour leurs lampe à haut IRC[réf. souhaitée].
La lumière du jour et les lampes à incandescence étant les lumières de référence, la différence de couleurs est nulle et l'IRC est de 100.

### Usage de l'indice
L'indice de rendu des couleurs a été créé pour permettre une comparaison des luminaires « approximativement blancs » — c'est-à-dire, à l'époque de sa définition, des tubes fluorescents — qui s'applique aussi à leur variante fluocompacte ou une vitre. Dès son introduction, les professionnels de la couleur ont noté son insuffisance pour qualifier un éclairage et des cas de métamérisme faisant apparaître deux surfaces colorées comme identiques ou comme différentes sous des éclairages pourtant de même température de couleur et d'indice de rendu des couleurs élevé. Le développement de l'éclairage à diodes électroluminescentes a amené la CIE a définir un index de fidélité de couleur, qui inclut un espace colorimétrique reposant sur les écarts de couleur où sont mieux répartis 99 échantillons colorés et leurs spectres d'absorption au lieu de 15 généralement réduits à 8 pour l'IRC de 1995. Cependant, la Commission remarque que, même plus précis, l'indice de fidélité des couleurs ne peut toujours pas servir d'indice de qualité de l'éclairage, et que des groupes d'utilisateurs peuvent juger différents des luminaires dont les résultats sont identiques pour l'indice.

## Valeurs-types pour les lampes usuelles
- La lumière du jour est par définition de Ra=100.
- Les lampes à incandescence sont proches de Ra=100.

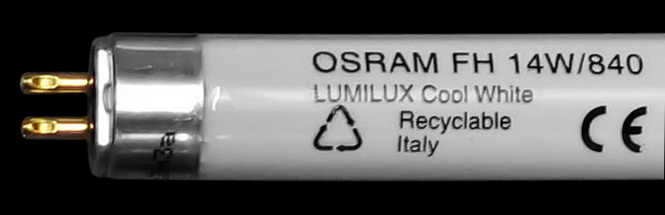
Tube fluorescent avec un marquage 840 indiquant un IRC de 80 à 89 et une température de couleur de 4000 K (blanc neutre).

- Les tubes fluorescents ont un IRC de 60 à 95. Leur couleur dépend de la poudre fluorescente déposée sur la paroi interne du tube. Les tubes fluorescents dits « blanc industrie » ou « blanc universel » ont un IRC médiocre et donnent ces teints « blafards », « glauques »  ou « verdâtres » qui ont donné une mauvaise réputation aux tubes fluorescents. Les tubes et lampes fluocompactes, de meilleure qualité, atteignent de bien meilleurs indices[16].
- Les lampes à décharge ont un IRC qui dépend du gaz contenu dans l'ampoule et de sa pression.
  - Certaines lampes utilisées dans le secteur routier ou autoroutier sont de type lampe à vapeur de sodium basse pression. C'est leur IRC particulièrement bas, inférieur à 15 (la plupart des fabricants n'applique même pas l'IRC à ces lampes), et non leur température de couleur d'environ 1 800 K à 2 000 K (rouge orangée), qui explique qu'on ne distingue pas vraiment la couleur des carrosserie des voitures.
  - Les lampes au sodium haute pression ont un IRC un peu plus élevé (~ Ra22), sauf les lampes SHP[Quoi ?] blanches qui, elles, ont un bien meilleur IRC (65-80), avec une lumière plus blanche convenant à un usage commercial, mais un rendement et une durée de vie insuffisants pour l'éclairage urbain.
  - Les lampes aux halogénures métalliques ont un IRC compris entre 60 et 95, donc un bon rendu des couleurs, comparé au sodium basse pression. Les lampes à mercure ont un IRC variable, autour de 15 pour celles claires. Comportant un revêtement fluorescent, elles ont un IRC d'environ 50, mais un spectre pauvre en couleurs.
- En France, les voitures possédaient auparavant des phares jaunes, qu'on supposait moins éblouissants, mais de faible IRC. Ils sont maintenant blancs, par harmonisation avec l'Union européenne, pour en augmenter l'IRC[réf. souhaitée].
- Les premières lampes électroluminescentes blanches étaient dominées par leur diode bleue, utilisée pour pomper leurs luminophores émettant dans le jaune, et n'avaient qu'un IRC de 70 à 80. Depuis 2009, de telles lampes atteignent un IRC de 85 et deviennent ainsi mieux adaptées à l'éclairage. En 2013, des lampes électroluminescentes de haut de gamme peuvent avoir un IRC de 98[17].